# Projekt pudło
Projekt pudło – dziewiętnasty album polskiego street punkowego zespołu The Analogs. Zapis akustycznych koncertów w zakładach karnych, poprawczych i młodzieżowych ośrodkach wychowawczych zagranych od jesieni 2018 do wiosny 2019.
Album został ufundowany dzięki zbiórce crowfundingowej na portalu wspieram.to. Głównym celem była organizacja akustycznej trasy koncertowej po polskich zakładach karnych. Wydarzenie odbywało się w okresie świąteczno-noworocznym 2018/2019. Zwieńczeniem projektu miało być nagranie płyty Projekt pudło, która była nagrodą dla wspierających za minimum 50 zł. Zbiórka zakończyła się sukcesem, zgromadzone zostało 42 258 zł z potrzebnych 30 000 zł, a więc udało się zrealizować 140% celu, dzięki czemu rozegrali około 30 koncertów.

## Lista utworów
1. Słońce zachodzi
2. Co warte jest życie
3. Max Schmeling
4. Wszystko to co mamy
5. Blask szminki
6. Strzelby z Brixton
7. Przegrany
8. Nie idź drogą tą
9. Latarnia
10. Kolejna smutka piosenka
11. Setki ran i blizn
12. Folsom Prison Blues
13. Ballada o Okrzei
14. Na serca mego dnie
15. Pożegnanie
16. Bonus: Ahoy Marynarzu

## Skład
- Paweł Czekała
- Kamil Rosiak